# Peperomia degeneri
Peperomia degeneri är en pepparväxtart som beskrevs av Truman George Yuncker. Peperomia degeneri ingår i släktet peperomior, och familjen pepparväxter. Inga underarter finns listade i Catalogue of Life.